# Fine mrtve djevojke
Fine mrtve djevojke é um filme de drama croata de 2002 dirigido e coescrito por Dalibor Matanić. 
Foi selecionado como representante da Croácia à edição do Oscar 2003, organizada pela Academia de Artes e Ciências Cinematográficas.

## Elenco
- Olga Pakalović - Iva
- Nina Violić - Marija
- Krešimir Mikić - Daniel
- Inge Appelt - Olga
- Ivica Vidović - Blaž
- Milan Štrljić